# Duolingo
Duolingo (B3: DOUL34, NASDAQ: DOUL) é um site e aplicativo móvel de aprendizado de idiomas. Os usuários praticam vocabulário, gramática e pronúncia usando repetição espaçada. Os exercícios podem incluir tradução escrita, compreensão de leitura e fala e histórias curtas. Em junho de 2021, o Duolingo oferece 106 cursos de idiomas diferentes em 41 idiomas, também inclui uma pequena variedade de linguagens construídas.
A empresa usa um modelo freemium com mais de quinhentos milhões de usuários registrados. O Duolingo oferece um serviço premium que elimina a publicidade e oferece mais recursos.

## História
O projeto começou no fim de 2009 em Pittsburgh pelo então professor da Universidade Carnegie Mellon Luis von Ahn (criador do reCAPTCHA) e seu aluno de graduação Severin Hacker, depois sendo desenvolvido com Antonio Navas, Vicki Cheung, Marcel Uekermann, Brendan Meeder, Hector Villafuerte, e Jose Fuentes.
A inspiração para o Duolingo veio de dois lugares. Luis von Ahn queria criar outro programa que servisse a dois propósitos em um só. Originalmente, o Duolingo fez isso ensinando idiomas estrangeiros a seus usuários enquanto os utilizava para traduzir frases simples em documentos (ferramenta esta que foi removida).
Luis von Ahn nasceu na Guatemala e viu o quão caro era para as pessoas da sua comunidade aprender inglês. Severin Hacker (nascido em Zug, na Suíça), cofundador do Duolingo e Luis von Ahn, acreditam que "a educação gratuita irá mudar o mundo" e queriam dar para as pessoas uma maneira de fazer isso.
O Duolingo começou a operar em beta privado em 30 de novembro de 2011 e teve uma lista de espera de mais de 300 000 usuários. Em 19 de junho de 2012, o Duolingo foi lançado para o público em geral. Devido ao alto interesse, o Duolingo recebeu muitos investimentos incluindo um investimento de 20 milhões de dólares em uma rodada de investimentos feita pela Kleiner Claufield & Byers e mais 45 milhões em outra rodada de investimentos feita pela Google Capital.
Em 13 de novembro de 2012, o Duolingo lançou seu aplicativo para iOS na iTunes App Store. O aplicativo é gratuito e compatível com a maioria dos dispositivos iPhone, iPad e iPod. Em 29 de maio de 2013, foi lançado o aplicativo para a plataforma Android, que foi baixado mais de um milhão de vezes nas três primeiras semanas e se tornou o aplicativo número um na categoria "educação" da Google Play Store.

## Modelo de negócios
O Duolingo tem um modelo de negócios freemium e utiliza anúncios tanto no site quanto nos aplicativos para Android e iOS. Os usuários podem remover os anúncios pagando uma taxa de assinatura, adquirindo, assim, o Duolingo Plus. A partir de 2022, o plano de assinatura do aplicativo passou a ser chamado de Super Duolingo, sofrendo mudanças na identidade visual e atualização de recursos do plano pago.
Para gerar renda, o Duolingo originalmente fazia uso de um sistema de crowdsourcing onde empresas como o Buzzfeed e CNN pagavam para o Duolingo traduzir conteúdo enviado por elas.

## Estrutura

### Características principais
O método Duolingo é caracterizado por suas lições fragmentadas, pelas quais os usuários, pelo método mnemônico de repetição, fixam o conteúdo da língua estudada. As lições têm foco na escrita e no ditado, com menos ênfase na fala. Conforme o progresso do usuário, progride-se em uma árvore de habilidades que leva o estudante progressivamente ao fim do curso, enquanto oferece constantemente a opção de voltar atrás para repetir o estudo de palavras e estruturas antigas que poderiam ser esquecidas. A estrutura autodidata interativa do método, semelhante a um jogo on-line, cativou estudantes do mundo inteiro.

### Interação entre usuários
Em outubro de 2013 foi lançada a Duolingo Incubator, incubadora de idiomas, para que se possa criar cursos de línguas que estão indisponíveis. Nesta ferramenta, voluntários de todo o mundo se unem pra criar um curso no Duolingo ou então ajudar a aperfeiçoar um curso já existente. Como resultado, cursos são lançados quase todo o mês graças a Incubadora. Quando um curso é lançado, ele fica em fase beta até que seus desenvolvedores decidam que ele já está totalmente pronto.
O Duolingo oferece a ferramenta de seguir outros usuários e ver seu progresso, verificando seus pontos, suas línguas e a quantidade de palavras que conhece, concedendo a possibilidade de comparar seu aprendizado.

## Método
Usuários ganham "pontos de habilidade" ao aprender conceitos sobre uma linguagem. Habilidades são consideradas como aprendidas quando os usuários completam todas as lições associadas a ela. Pode-se obter até 15 pontos por lição, com um ponto reduzido a cada erro cometido. Os usuários começam com quatro "corações-bônus" nas primeiras lições e três nas lições posteriores. Cada vez que o usuário comete um erro, um coração é perdido. Um usuário que perdeu todos os corações durante a lição deve recomeçá-la.
Em cada lição do método podem-se encontrar os seguintes exercícios:
- Escrita de palavras e frases como ouvidas em uma gravação de áudio
- Pronúncia de palavras e frases como ouvidas em uma gravação de áudio, ora apresentadas na língua a ser aprendida, ora na língua da plataforma
- Tradução de palavras e frases, por extenso ou em múltipla escolha
- Aprendizado de palavras novas por meio de uma imagem ou de uma indicação em um texto para traduzir

### Ligas, pontos, incentivos e comunidade
O "Duo" (como é chamado pelos participantes da comunidade de poliglotas/estudantes) possui um sistema de "Ligas", a fim de incentivar os usuários a sempre praticar o idioma. Atualmente, são dez as ligas, com os seguintes nomes, nesta ordem: Bronze (a liga iniciante), Prata, Ouro, Safira, Rubi, Esmeralda, Ametista, Pérola, Obsidiana e Diamante. Permanecer na Liga Diamante, a mais elevada, é um grande desafio e o jogador/estudante iniciante só conseguirá atingir tal patamar depois de pelo menos dez semanas, o que é bastante difícil. Os participantes das ligas competem entre si disputando quem faz mais pontos (chamados de XP; pelo computador chama-se "lingots") e os três primeiros são bonificados com uma medalha virtual, sendo anotado o respectivo feito em seus registros. Os registros dos participantes são compartilhados com os demais jogadores, sendo possível comparar o desempenho com outros inscritos em vários aspectos do aprendizado. O estudante pode formar sua própria comunidade, com pessoas de quaisquer países do mundo ou conhecidos.
Diversos outros incentivos foram implantados, não necessariamente em todos os idiomas ao mesmo tempo, como é o caso das "histórias", "teste de progresso" (aplicativo pago), "conquistas" e blogue. É possível consultar as palavras aprendidas (pelo aplicativo no computador) e alguns idiomas possuem podcasts. Existem também fóruns incorporados às lições, nos quais os participantes mais experientes instruem os novatos no idioma de estudo acerca dos motivos e porquês das construções linguísticas.
O aplicativo também inclui uma opção de praticar com um cronômetro. São dados 30 segundos para o usuário responder vinte questões. Se as questões forem feitas dentro do tempo, o usuário ganha 20 pontos. O curso completo ensina, em média, mais de duas mil palavras. Adicionalmente, existe uma seção de vocabulário na qual as palavras que já foram aprendidas podem ser revistas. O Duolingo ainda é dividido em diversas categorias: exercícios básicos, cores, conjunções, saudações etc. O Duolingo ainda conta com testes bônus para o aluno.
Algumas ressalvas, no entanto, já fora pontuadas quanto ao modelo educacional utilizado pelo aplicativo em relação ao ensino de línguas, como: a descontextualização da língua alvo, que nunca é apresentada como texto, mas sempre fragmentada em palavras e frases; um corpus repetitivo para todas as línguas que ensina; e a ênfase na tradução como metodologia de ensino, que enfoca o aspecto da língua como objeto de estudo, não como instrumento de comunicação.

### Abordagem direcionada
O Duolingo usa uma abordagem orientada a dados voltada à educação, e portanto a cada passo o sistema mede quais questões os usuários sentiram dificuldade e que tipos de erros foram cometidos. O sistema então agrega os dados e os customiza a partir dos padrões que foram identificados. A eficácia da abordagem orientada a dados do Duolingo tem sido estudada pela empresa.
Conduzida por professores da Universidade de Nova York e da Universidade do Sul da Califórnia, o estudo descobriu que 34 horas no Duolingo eram equivalentes à habilidade de leitura e escrita adquiridas no primeiro semestre de uma universidade, o que equivale a mais de 130 horas. O mesmo estudo mostrou que os usuários do software Rosetta Stone levaram entre 55 a 60 horas para aprender o mesmo conteúdo.

## Planos de assinatura
Além do acesso básico, o Duolingo oferece dois tipos de plano chamados de Super Duolingo (anteriormente Duolingo Plus). O plano mais barato é de uso individual e o segundo plano é para utilização em grupo, chamado de Plano Família, podendo ser dividido por até 6 pessoas. Ambos os planos podem ser pagos de forma recorrente mensal ou com renovação anual. O plano anual geralmente conta com um desconto no valor total. Para novos usuários, a plataforma oferece 14 dias de teste grátis, com a cobrança sendo realizada automaticamente após o fim do período de testes.
A assinatura desbloqueia recursos premium que mudam a dinâmica de estudos dos usuários, tais como vidas ilimitadas (no modo básico são 5 vidas, que se renovam após um determinado tempo ou quando um anúncio é assistido); revisão de erros através de lições especiais; liberação da exibição de anúncios em todo o aplicativo; testes de domínio do idioma, com pontuação de aprendizado do curso; testes ilimitados para pular níveis, que permite ao usuário avançar todas as lições de um determinado nível de estudo.

## Premiações
Em 2013, a Apple escolheu o Duolingo como seu aplicativo do ano para iPhone, a primeira vez que esta homenagem foi concedida a um aplicativo educacional. Duolingo ganhou o prêmio de Melhor Startup de Educação nos Crunchies de 2014 e foi o aplicativo mais baixado na categoria Educação no Google Play em 2013 e 2014. Em 2015, Duolingo foi anunciado como o vencedor do prêmio de 2015 na categoria Brincar e Aprender pela Design to Improve Life.
Duolingo foi nomeado em 44.º na lista das "50 empresas mais inovadoras do mundo" da Fast Company em 2018 "por tornar os novos idiomas irresistíveis". Segundo lugar na Fast Company "As empresas mais inovadoras do mundo: homenageados em educação" em 2018 "por tornar um novo idioma irresistível", e segundo lugar nas "empresas mais inovadoras do mundo: homenageados em educação" da Fast Company em 2017 "por deixar amigos compararem notas à medida que aprendem um novo idioma". Em sexto lugar na Fast Company "As Empresas Mais Inovadoras do Mundo: Homenageados nas Redes Sociais" em 2017 "por permitir que amigos comparem notas". Em sétimo lugar na Fast Company "As empresas mais inovadoras do mundo: homenageados em educação" em 2013 "por crowdsourcing de tradução da web, transformando-a em um programa gratuito de aprendizagem de idiomas".
Duolingo ganhou Best Workplaces 2018 da revista Inc., Top Company Culture List da revista Entrepreneur 2018, e apareceu nas listas "Disruptor 50" de 2018 e 2019 da CNBC. As 50 empresas geniais da revista TIME. Em 2019, o Duolingo foi nomeado como uma das "Próximas startups de bilhões de dólares 2019" da Forbes.

## Críticas
O Duolingo tem recebido críticas por sua falta de eficácia em ajudar os alunos a aprender um idioma por completo. O CEO do Duolingo, Luis von Ahn, promete apenas levar os usuários a um nível entre iniciante-avançado e intermediário-inicial, dizendo "Uma parte significativa de nossos usuários o usa porque é divertido e não é uma completa perda de tempo." Depois de seis meses estudando francês com Duolingo, von Ahn demonstrou uma falta de tempos verbais básicos quando solicitado a descrever seu fim de semana em francês, "mutilando seus tempos verbais". Bob Meese, diretor de finanças do Duolingo, não entendeu imediatamente a pergunta "¿Hablas español?" ("Você fala espanhol?" em espanhol) após seis meses de estudo da língua espanhola no Duolingo.
A treinadora de idiomas e podcaster Kerstin Cable criticou o aplicativo por "seu vocabulário impraticável, sua insistência em uma tradução aceitável por prompt de frases e sua falta de explicação para as respostas incorretas", descrevendo o método do Duolingo como "[aprender] repetindo frases sem nem começar a cobrir as histórias de fundo que a gramática e a pragmática contam." O linguista Steven Sacco da Universidade Estadual de San Diego tentou testar a afirmação do Duolingo de que "34 horas de Duolingo são equivalentes a um semestre universitário completo de ensino de línguas" concluindo um curso de sueco e fazendo um exame básico padronizado, posteriormente foi reprovado no teste. Sacco sugeriu que o Duolingo é útil para aprender vocabulário apenas em ambientes de imersão como uma sala de aula. Sacco e Cable acrescentaram que o método de tradução de ensino do Duolingo é, em última análise, inferior ao aprendizado de um idioma em um ambiente intensivo de imersão.
O Duolingo também recebeu críticas pelo tratamento dispensado aos colaboradores de seus cursos, que atuam inteiramente como voluntários. Com a transição da empresa para o que poderia ser considerado uma abordagem de negócios mais focada na receita, a reação pública fez com que o aplicativo caísse em desgraça com muitas pessoas e até mesmo levou um dos contribuidores do curso de norueguês a se retirar após ter contribuído para o curso por seis anos, além de gerenciar o fórum de usuários e disponibilizar recursos para o idioma. Embora o motivo exato de sua saída não tenha sido especificado, foi mencionada uma falta de respeito pelo trabalho voluntário com o qual os lucros do site foram mencionados.